# Maladera discrepens
Maladera discrepens är en skalbaggsart som beskrevs av Moser 1915. Maladera discrepens ingår i släktet Maladera och familjen Melolonthidae. Inga underarter finns listade i Catalogue of Life.